# Molí de Seguer
El Molí de Seguer és una obra de Pontils (Conca de Barberà) inclosa a l'Inventari del Patrimoni Arquitectònic de Catalunya.

## Descripció
Molí abandonat i situat a peu del Gaià i del camí de Mas Baldric. Es tracta d'una construcció en pedra de grans dimensions, molt reformat i constituït per dos cossos alineats, amb petites finestres rectangulars i una teulada a dues aigües amb un pendent poc pronunciat. Un d'aquests cossos, el més ample, compta amb una sala coberta amb una volta apuntada i oberta amb un portal, que originalment devia ser adovellat. A la part posterior del molí encara s'hi conserva el cacau, de grans dimensions.